# Equilux
A definição de Equilux é o dia que a parte clara do dia e a parte escura, noite, possuem a mesma duração. Geralmente ocorre alguns dias antes ou depois dos Equinócios dependendo do hemisfério. No hemisfério norte ocorre alguns dias antes do Equinócio Vernal ou de primavera, em março, e alguns dias depois do Equinócio do Outono, em setembro. Já no hemisfério sul ocorre alguns dias depois do Equinócio de outono, em março, e alguns dias antes do Equinócio da Primavera, em setembro. No Equador nunca ocorre o Equilux.

### Fórmula
Para calcular o Equilux de um local na Terra, não levando em consideração a precessão do eixo de inclinação da Terra, nem efeitos de refração atmosférica. Pode-se utilizar a seguinte fórmula:
{\displaystyle T(\theta ,\delta )={\frac {t_{ano}}{360}}\times \arcsin {\frac {\sin {\delta }}{\sin {\theta }\sin {i}}}}
Onde T(θ,δ) é a diferença em dias entre o Equinócio e o Equilux, θ é a latitude, δ a declinação do Sol no horizonte, i a inclinação do eixo da Terra, e tano a duração do ano tropical. Há uma aplicação disponível neste site para visualização gráfica.

### Datas aproximadas
Na tabela são mostradas as datas aproximadas do Equilux por latitude assumindo que a noite começa quando a última parte do disco solar se encontra abaixo do horizonte.
| Latitude |                       |                       |
| -------- | --------------------- | --------------------- |
| 60° N    | 18 de Março           | 25 de Setembro        |
| 55° N    | 17 de Março           | 25 de Setembro        |
| 50° N    | 17 de Março           | 25 de Setembro        |
| 45° N    | 17 de Março           | 25 de Setembro        |
| 40° N    | 17 de Março           | 26 de Setembro        |
| 35° N    | 16 de Março           | 26 de Setembro        |
| 30° N    | 16 de Março           | 27 de Setembro        |
| 25° N    | 15 de Março           | 27 de Setembro        |
| 20° N    | 14 de Março           | 28 de Setembro        |
| 15° N    | 12 de Março           | 30 de Setembro        |
| 10° N    | 8 de Março            | 4 de Outubro          |
| 5° N     | 24 de Fevereiro       | 17 de Outubro         |
| Equador  | Não ocorre o Equilux. | Não ocorre o Equilux. |
| 5° S     | 14 de Abril           | 29 de Agosto          |
| 10° S    | 1o de Abril           | 10 de Setembro        |
| 15° S    | 28 de Março           | 14 de Setembro        |
| 20° S    | 26 de Março           | 16 de Setembro        |
| 25° S    | 25 de Março           | 17 de Setembro        |
| 30° S    | 24 de Março           | 18 de Setembro        |
| 35° S    | 24 de Março           | 19 de Setembro        |
| 40° S    | 23 de Março           | 19 de Setembro        |
| 45° S    | 23 de Março           | 19 de Setembro        |
| 50° S    | 23 de Março           | 20 de Setembro        |
| 55° S    | 23 de Março           | 20 de Setembro        |
| 60° S    | 22 de Março           | 20 de Setembro        |